# Cràter de Gússev (Rússia)
|  | Per a altres significats, vegeu «Cràter Gússev». |

Gússev és un cràter d'impacte que es troba a Rússia prop de Kàmensk-Xàkhtinski a l'oblast de Rostov.
Aquest cràter fa 3 km de diàmetre i té una edat estimada de 49,0 ± 0,2 milions d'anys (Eocè). Aquest cràter no està exposat a la superfície. Pot ser que s'hagi format al mateix temps, o gairebé, que el proper gran cràter de Kamensk.